# Coronel Felipe Varela
Coronel Felipe Varela is een departement in de Argentijnse provincie La Rioja. Het departement (Spaans:  departamento) heeft een oppervlakte van 9.184 km² en telt 9.939 inwoners.

## Plaatsen in departement Coronel Felipe Varela
- Aicuña
- Banda Florida
- Guandacol
- Los Palacios
- Los Tambillos
- Pagancillo
- Puerto Alegre
- Santa Clara
- Villa Unión